# تشان باك هانغ
تشان باك هانغ (بالصينية: 陳柏衡) هو لاعب كرة قدم صيني في مركز الدفاع، ولد في 21 نوفمبر 1992 في هونغ كونغ في الصين. لعب مع نادي جنوب الصين.

## وصلات خارجية
- تشان باك هانغ على موقع قاعدة بيانات كرة القدم.إي يو (الإنجليزية)
- تشان باك هانغ على موقع Soccerway.com (الإنجليزية)